# 장거하우젠

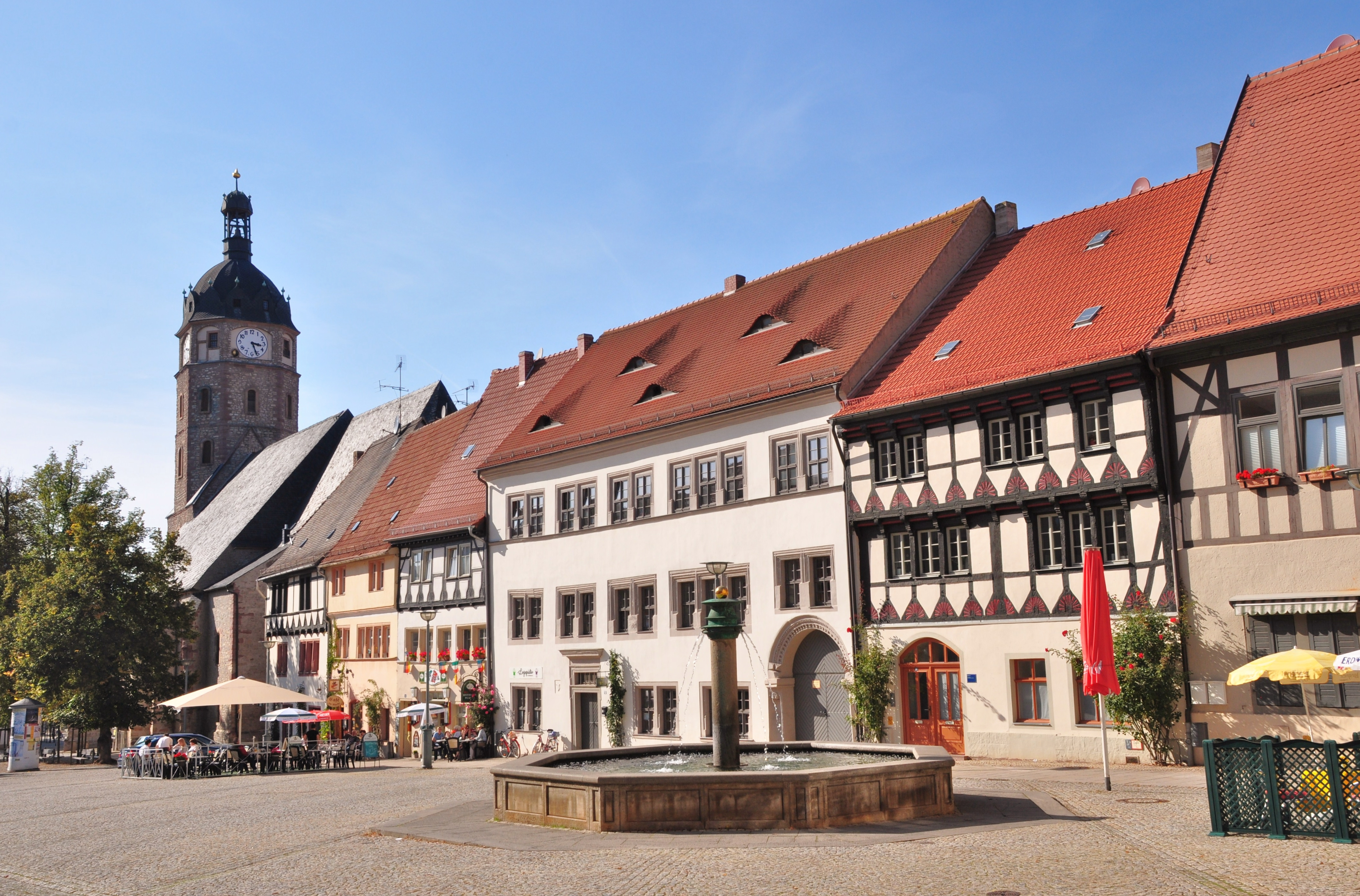
장거하우젠

장거하우젠(독일어: Sangerhausen)은 독일 작센안할트주에 위치한 도시로 면적은 207.63km2, 인구는 28,189명(2012년 12월 31일 기준), 인구 밀도는 140명/km2이다. 하르츠 산맥 남동쪽에 자리잡고 있으며 노르트하우젠에서 동쪽으로 35km, 할레에서 서쪽으로 50km 정도 떨어진 곳에 위치한다.

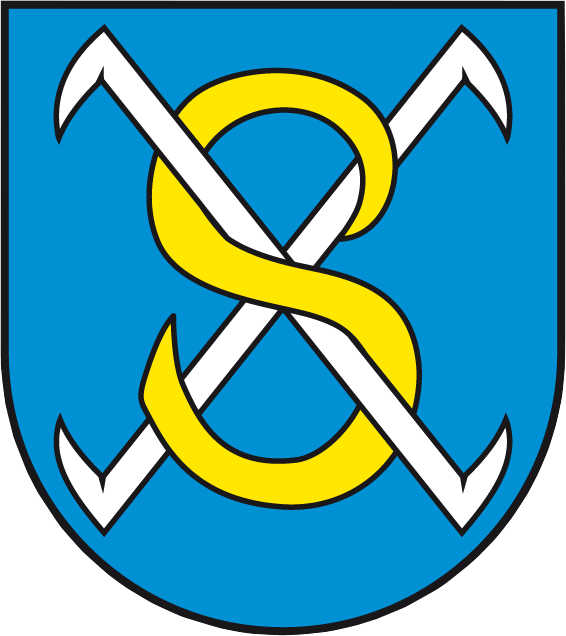
시 문장